# Zero Hour!
Zero Hour! es un largometraje escrito por Arthur Hailey y protagonizado por Dana Andrews. Se trata de una adaptación de un telefilme canadiense de 1956, Flight into Danger. Parte de su notoriedad reside en que la exitosa película Airplane! (1980), se basa en ella para su propio guion, al punto de que toma pasajes completos del mismo, palabra por palabra. Esto pudo hacerse debido a que los autores de la comedia compraron los derechos de Zero Hour! para evitar posibles problemas.

## Sinopsis
Ted Stryker es un expiloto militar canadiense que se culpa de la muerte de los miembros de su escuadrón durante la Segunda Guerra Mundial, lo cual, a pesar del paso de los años, lo sigue torturando y le produce miedo a volar y a volver a pilotar. Esto provoca que un día Elena, su mujer, decida abandonarlo. A pesar de su fobia, Ted llega al aeropuerto a tiempo para comprar un pasaje para el mismo vuelo a Vancouver que ha tomado su mujer. Durante la travesía, parte del pasaje y de la tripulación -entre ellos, los pilotos- sufre un infección bacteriológica por la comida en mal estado. Es entonces cuando se descubre que Ted es el único pasajero capacitado para tomar el control del avión.

## Reparto
- Dana Andrews....Ted Stryker
- Linda Darnell....Elena Stryker
- Sterling Hayden....Capitán Treleaven
- Geoffrey Toone....Doctor Baird
- Jerry Paris....Tony Decker

## Más información
- Ficha en Turner Classic Movies (en inglés)
- Vídeo en YouTube que muestra la similitud en los diálogos de ambas películas (en inglés)